# Jacques Higelin
Jacques Higelin (18. října 1940 – 6. dubna 2018) byl francouzský zpěvák. V roce 1966 vydal společné album se zpěvačkou Brigitte Fontaine, jež dostalo název 12 chansons d'avant le déluge. Roku 1969 následovala deska Higelin et Areski, na níž spolupracoval se zpěvákem Areski Belkacemem. První album vydané pod jeho jménem bylo publikováno roku 1971. Později vydal řadu dalších alb. Tři jeho děti se rovněž věnují umění. Jeho syn Arthur H je zpěvákem, dcera Izïa zpěvačkou a syn Kên Higelin hercem a režisérem.